# 13014 Hasslacher
13014 Hasslacher (1987 WJ1) là một tiểu hành tinh vành đai chính được phát hiện ngày 17 tháng 11 năm 1987 bởi R. P. Binzel ở trạm Anderson Mesa thuộc Đài thiên văn Lowell.